# زهرة المدائن
زهرة المدائن هي أُغنية عن مدينة القدس لفيروز. ألّفها ولحّنها الأخوان رحباني، عقب هزيمة العرب في حرب 1967. وقد سرى اعتقاد خاطئ في معظم مواقع الإنترنت أنها من تأليف الشاعر اللبناني سعيد عقل، وهو ما يتناقض مع المعلومات الواردة في الألبومات والإسطوانات الأصلية لفيروز التي تؤكد أن هذه القصيدة من تأليف الأخوين رحباني.

## اسم الأغنية
«زهرة المدائن» هو الاسم القديم لمدينة القدس، وكان قبل ذلك اسمها «يبوس».

## الكلمات
لأجلك يا مدينة الصلاة أصلّي
لأجلك يا بهيّة المساكن يا زهرة المدائن
يا قدس يا مدينة الصلاة أصلّي
عيوننا إليك ترحل كل يوم
تدور في أروقة المعابد
تعانق الكنائس القديمة
وتمسح الحزن عن المساجد
يا ليلة الإسراء يا درب من مرّوا إلى السماء
عيوننا إليك ترحل كلّ يوم وإنّني أصلّي
الطفل في المغارة وأمّه مريم وجهان يبكيان
لأجل من تشرّدوا
لأجل أطفال بلا منازل
لأجل من دافع واستشهد في المداخل
واستشهد السلام في وطن السلام
وسقط العدل على المداخل
حين هوت مدينة القدس
تراجع الحبّ وفي قلوب الدنيا استوطنت الحرب
الطفل في المغارة وأمه مريم وجهان يبكيان وإنني أصلّي
الغضب الساطع آتٍ وأنا كلي إيمان
الغضب الساطع آتٍ سأمرُّ على الأحزان
من كل طريق آتٍ بجياد الرهبة آتٍ
وكوجه الله الغامر آتٍ آتٍ آتٍ
لن يقفل باب مدينتنا فأنا ذاهبة لأصلّي
سأدقّ على الأبواب وسأفتحها الأبواب
وستغسل يا نهر الأردن وجهي بمياه قدسية
وستمحو يا نهر الأردن آثار القدم الهمجية
الغضب الساطع آتٍ بجياد الرهبة آتٍ
وسيهزم وجه القوّة
البيت لنا والقدس لنا
وبأيدينا سنعيد بهاء القدس
بأيدينا للقدس سلام آتٍ

## وصلات خارجية
- تسجيل لأغنية زهرة المدائن على يوتيوب
- كلمات أغنية زهرة المدائن